# Васенин, Вячеслав Александрович
Вячеслав Александрович Васенин (род. 6 октября 1943 года, город Кушва, Свердловская область) — советский и российский военачальник, генерал-полковник (1995).

## Биография
В Советской армии с ноября 1962 года. Окончил Челябинское военно-автомобильное училище в 1966 году. В 1966—1973 годах служил в автомобильных войсках Дальневосточного военного округа на должностях: командир взвода, заместитель командира роты по технической части, командир автотранспортной роты, заместитель командира отдельного автомобильного батальона по технической части. Окончил Военную академию тыла и транспорта в 1977 году. В 1981—1983 — заместитель командира мотострелковой дивизии по тылу.
Окончил Военную академию Генерального штаба Вооружённых Сил СССР имени К. Е. Ворошилова в 1985 года. С 1985 — заместитель командующего по тылу 28-й общевойсковой армией Белорусского военного округа (Гродно). С 1986 — заместитель командующего 40-й армией по тылу. Участник Афганской войны.
С 1989 года — заместитель командующего войск Туркестанского военного округа по тылу, а в 1992—1993 — заместитель командующего войсками Московского округа ПВО по тылу. В 1993—1995 — первый заместитель начальника Тыла Вооружённых Сил Российской Федерации. С февраля 1995 года — заместитель главнокомандующего Ракетных войск стратегического назначения по тылу — начальник Тыла РВСН, член Военного совета РВСН (11.02.1995-19.05.1997). С марта 1997 года — начальник кафедры тыла и технического обеспечения Военной академии Генерального штаба Вооружённых Сил Российской Федерации. В 2001 году уволен в запас.
Живёт в Москве. Работает начальником — главным государственным инженером-инспектором Главного управления по надзору за техническим состоянием самоходных машин и других видов техники (Гостехнадзор) Московской области.
Также участвует в ветеранской работе, является членом Центрального совета МОО «Совет ветеранов тыла Вооружённых Сил».

## Награды
- Орден «За военные заслуги» (2000)
- Два ордена Красной Звезды (1988, 1989)
- Медаль ордена «За заслуги перед Отечеством» 2-й степени (31.03.2005)
- другие медали СССР и России
- Орден Красного Знамени (ЧССР, 3.07.1988)